# Milford (Iowa)
Milford és una població dels Estats Units a l'estat d'Iowa. Segons el cens del 2000 tenia 2.474 habitants.

## Demografia
Segons el cens del 2000, Milford tenia 2.474 habitants, 1.042 habitatges, i 670 famílies. La densitat de població era de 422,7 habitants/km².
Dels 1.042 habitatges en un 30,8% hi vivien nens de menys de 18 anys, en un 51,9% hi vivien parelles casades, en un 9,6% dones solteres, i en un 35,7% no eren unitats familiars. En el 30,2% dels habitatges hi vivien persones soles el 15,5% de les quals corresponia a persones de 65 anys o més que vivien soles. El nombre mitjà de persones vivint en cada habitatge era de 2,33 i el nombre mitjà de persones que vivien en cada família era de 2,91.
Per edats la població es repartia de la següent manera: un 24,3% tenia menys de 18 anys, un 8,6% entre 18 i 24, un 27,3% entre 25 i 44, un 21,2% de 45 a 60 i un 18,7% 65 anys o més.
L'edat mediana era de 39 anys. Per cada 100 dones de 18 o més anys hi havia 86,3 homes.
La renda mediana per habitatge era de 36.063 $ i la renda mediana per família de 42.371 $. Els homes tenien una renda mediana de 28.239 $ mentre que les dones 20.815 $. La renda per capita de la població era de 16.680 $. Entorn del 4,3% de les famílies i el 6,9% de la població estaven per davall del llindar de pobresa.

## Poblacions més properes
El següent diagrama mostra les poblacions més properes.